# آندری دریگین
آندری دریگین (Andrei Drygin) ، متولد ۱۲ ژوئن ۱۹۷۷ ، ورزشکار تاجیک است که در رشته اسکی آلپاین فعالیت دارد.
دریگین تنها ورزشکار کاروان ورزشی تاجیکستان در المپیک های زمستانی ۲۰۰۲ و ۲۰۰۶ بود. او در این دو المپیک حامل پرچم تاجیکستان در مراسم افتتاحیه نیز بود. دریگین در المپیک زمستانی ۲۰۱۰ ونکوور نیز به عنوان تنها ورزشکار تاجیکی شرکت کرده بود اما این بار پرچم تاجیکستان در مراسم افتتاحیه بر دوش او نبود.

## نتایج

### المپیک زمستانی ۲۰۰۲سالت لیک سیتی ایالات متحده آمریکا
در دو رشته مارپیچ بزرگ و سوپر جی به رقابت پرداخت اما در هیچ یک نتوانست مسابقه را به پایان برده و به خط پایان برسد.

### المپیک زمستانی ۲۰۰۶تورین ایتالیا
در اسکی سرعت و سوپر جی به مقام ۵۱ رسید اما در مارپیچ بزرگ به خط پایان نرسید.

### المپیک زمستانی ۲۰۱۰ونکوور کانادا
مسابقه مارپیچ کوچک را به پایان نرساند اما در رشته های مارپیچ بزرگ ، اسکی سرعت و سوپر جی به ترتیب به رتبه های ۵۷ ، ۵۹ و ۴۴ دست یافت.